# Old South Meeting House

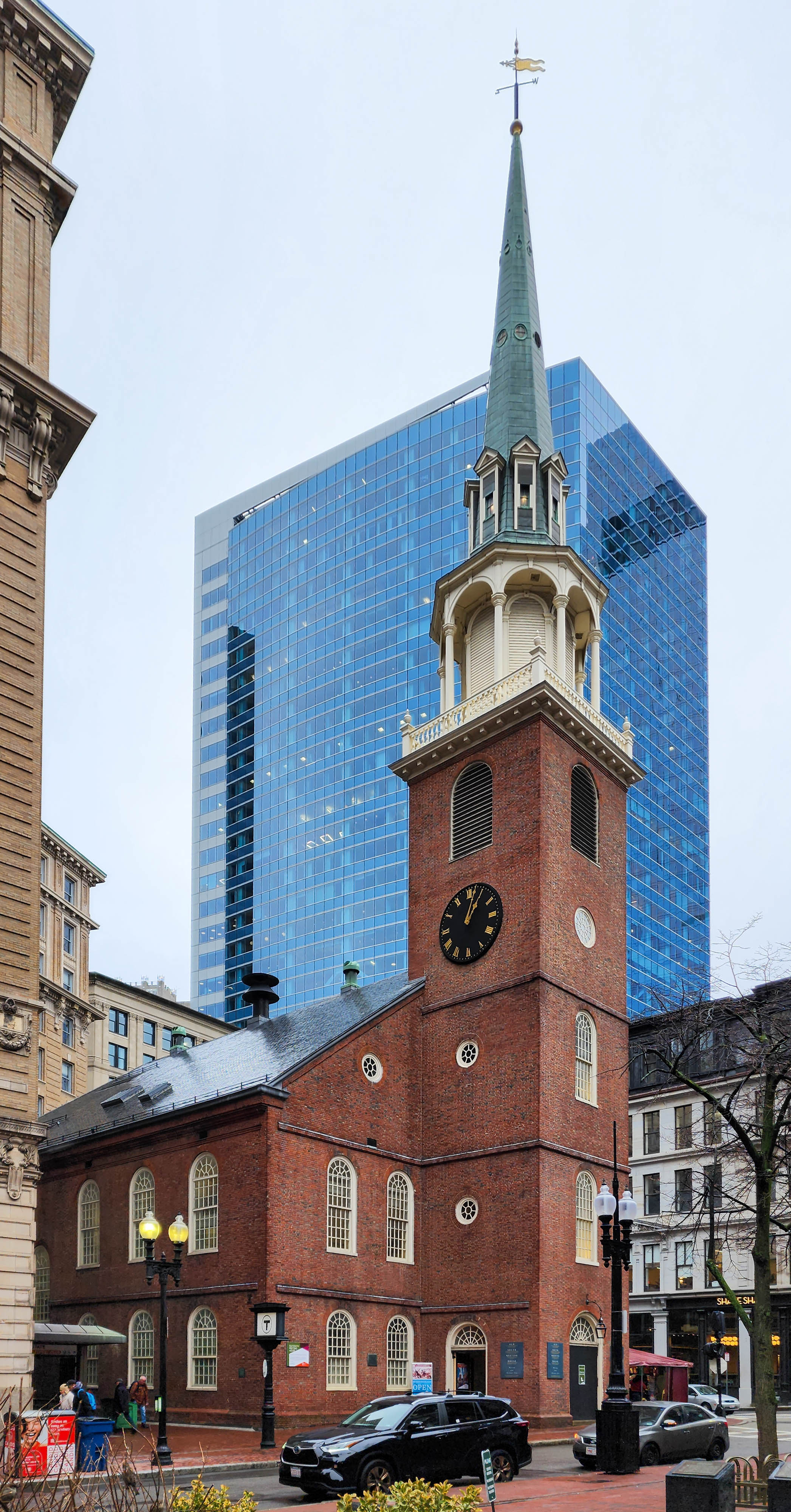
Old South Meeting House, 2023.

La Old South Meeting House est une église édifiée en 1729 à Boston dans l'État du Massachusetts. Elle servit aussi de maison d'assemblée dans les années 1770, notamment après le massacre de Boston. C'est ici que s'amorça la Boston Tea Party. Elle fut presque entièrement détruite dans l'incendie de 1872 et l'on dut construire une nouvelle église (Old South Church). Aujourd'hui, le lieu fait partie du Freedom Trail, un parcours touristique et historique dans la ville de Boston. 